# Международный день Нельсона Манделы
Международный день Нельсона Манделы, также День Манделы (англ. Nelson Mandela International Day, Mandela Day) — ежегодный международный день в честь Нельсона Манделы, отмечаемый каждый год 18 июля, в день рождения Манделы. Этот день был официально объявлен Организацией Объединённых Наций в ноябре 2009 года, а первый День Манделы состоялся 18 июля 2010 года. Однако другие группы начали отмечать День Манделы 18 июля 2009 года.
27 апреля 2009 года 46664 и Фонд Нельсона Манделы пригласили мировое сообщество присоединиться к ним в поддержку официального Дня Манделы. День Манделы задуман не как государственный праздник, а как день, посвященный наследию Нельсона Манделы, бывшего президента Южной Африки, и его ценностям посредством волонтерства и общественных работ.
День Манделы — это глобальный призыв к действию, который прославляет идею о том, что у каждого человека есть сила изменить мир, способность оказать влияние.
Послание кампании ко Дню Манделы:
Нельсон Мандела 67 лет боролся за социальную справедливость. Мы просим вас начать с 67 минут
Для нас будет честью, если такой день сможет объединить людей во всем мире для борьбы с бедностью и содействия миру, примирению и культурному разнообразию— говорится в заявлении, опубликованном от имени Манделы.
В ознаменование первого всемирного празднования Дня Манделы 18 июля 2009 года, 91-летия Манделы, 46664 и Фонд Нельсона Манделы организовал серию образовательных, художественных выставок, благотворительных и волонтерских мероприятий и концерт в Radio City Music Hall. В ноябре 2009 года Генеральная Ассамблея Организации Объединённых Наций официально объявила 18 июля «Международным днем Нельсона Манделы».
В 2014 году Генеральная Ассамблея ООН учредила Премию Нельсона Манделы, пятилетнюю награду, присуждаемую тем, кто посвятил свою жизнь служению человечеству.
Иранский композитор, поэт и историк музыки, профессор Пежман Мослех написал песню My Eternal Man, первую персидскую песню в честь Манделы.

## См. также

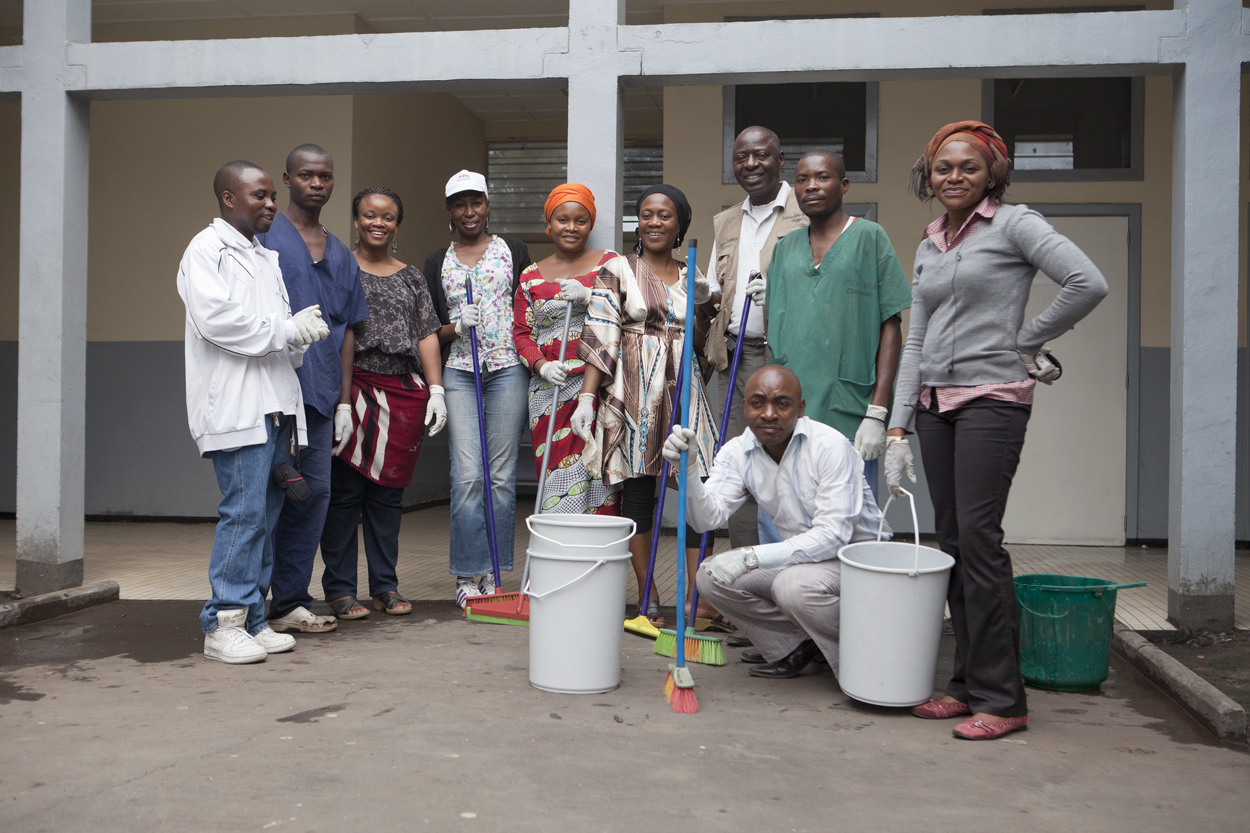
Персонал MONUSCO убирает часть больницы общего профиля Гомы в ДРК в День Манделы, 2012 год